# Resma

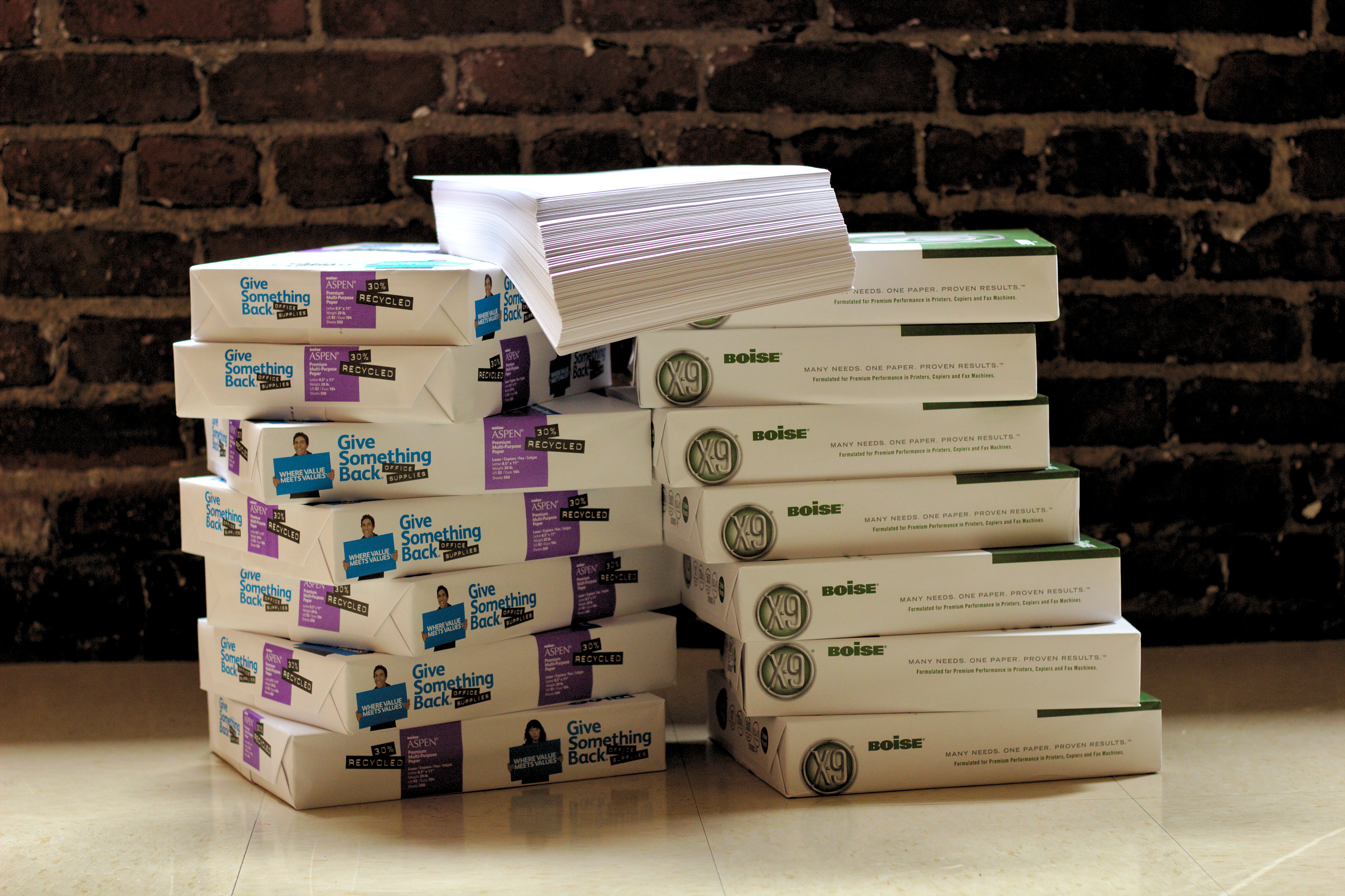
15 resmas de papel apiladas en el suelo.

Una resma es una unidad de medida tradicional para contar hojas de papel. Consiste en veinte manos de papel; a su vez, una mano de papel equivale a cinco cuadernillos, y un cuadernillo equivale a cinco pliegos de papel. Por tanto, una resma son 500 pliegos (u hojas) de papel.

## Historia
El término no ha sido homogéneo a lo largo de la historia. Por ejemplo, también han existido manos de 24 hojas de papel que daban origen a resmas de 480 hojas de papel.